# Frequenz-Diversity-Radar
Das Frequenz-Diversity-Radar ist ein Radargerät, bei dem innerhalb der Dauer eines Sendeimpulses zeitlich gestaffelt mehrere unterschiedliche Sendefrequenzen ausgestrahlt werden (englisch: diversity = Vielfalt).
Mit diesem Verfahren ist es möglich, bei gleicher Entdeckungswahrscheinlichkeit und gleicher Falschalarmrate eine wesentlich höhere Reichweite zu erzielen. Die physikalische Grundlage bildet die Glättung der Fluktuation des komplexen Echosignals. Infolge der Unterschiede im Sekundärstrahlungsdiagramm des reflektierenden Objektes für die unterschiedlichen Trägerfrequenzen sind die Extrema (Minima und Maxima) gegeneinander verschoben, was bei einer Summierung der Einzelsignale zu einer Glättung des resultierenden Signals führt.
Fast alle modernen Aufklärungsradargeräte nutzen dieses Verfahren. Die ASR-910 verwendet (auch unter dem Aspekt der Redundanz) zu diesem Zweck zwei getrennte Sende-/Empfangsanlagen, die im Zeitmultiplexverfahren arbeiten. Das RRP 117 führt das Pulskompressionsverfahren auf zwei verschiedenen Grundfrequenzen durch, die durch ein Sendersystem zeitlich nacheinander ausgesendet werden.

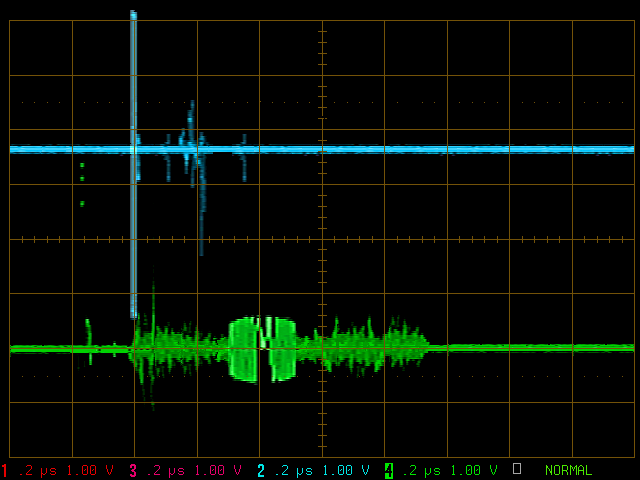
Im grün dargestellten Sendeimpuls mit dem Pulskompressionsverfahren sind im Modulationsmuster zwei Hälften erkennbar, die dann mit unterschiedlicher Trägerfrequenz ausgesendet werden.

Notwendige Bedingung für diese Reichweitenerhöhung durch Erhöhung der Wahrscheinlichkeit der Zielerkennung ist die Unabhängigkeit der reflektierten Einzelsignale. Das ist genau dann der Fall, wenn sich die unterschiedlichen Spektren der Sende- und somit der Echosignale nicht überdecken. (Das Pulskompressionsverfahren allein erfüllt diese Bedingung nicht!)
Ein Vorzug des Frequenz-Diversity Verfahrens ist die höhere Störfestigkeit des Radargerätes. Gezielte Störungen müssen beide Frequenzen gleichzeitig betreffen, ehe sie wirksam werden können. Eine zeitlich gestaffelte Ausstrahlung mehrerer Signale kann auch durch eine Änderung der Trägerfrequenz von Sendeimpuls zu Sendeimpuls erfolgen. Dieses Verfahren wird Frequency Agility genannt und hat dann nicht vordergründig eine Reichweitenerhöhung zum Ziel, sondern wird nur wegen höherer Störfestigkeit gegen aktive Störungen (Jamming) durchgeführt.

## Weblink
- Blockschaltbild eines Frequenz-Diversity-Radars